# Edwin Mattison McMillan
Edwin Mattison McMillan (ur. 18 września 1907 w Redondo Beach, zm. 7 września 1991 w El Cerrito w hrabstwie Contra Costa) – amerykański chemik, profesor Uniwersytetu Kalifornijskiego w Berkeley.

## Życiorys
W 1929 ukończył studia na California Institute of Technology, doktoryzował się w 1932 na Uniwersytet Kalifornijski w Berkeley. Od 1934 wraz z Ernestem Lawrence'em pracował nad badaniem reakcji jądrowych i ich produktów. Brał również udział w pracach nad konstrukcją cyklotronu. Od 1942 członek ekipy badawczej w ramach projektu Manhattan. W 1946 uzyskał tytuł profesora. Po wojnie ponownie podjął pracę na Uniwersytecie w Berkeley. W 1961 został uhonorowany doktoratem honoris causa przez Rensselaer Polytechnic Institute, zaś dwa lata później – Gustavus Adolphus College. W 1951 został wraz z Glennem Seaborgiem wyróżniony Nagrodą Nobla w dziedzinie chemii za odkrycia w chemii transuranowców.